# Holkham Hall

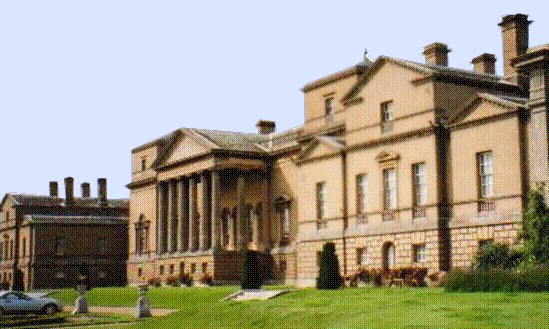
Holkham Hall. Byggnadsdelen i förgrunden till höger är en av de fyra identiska flyglarna.

Holkham Hall är ett slott från 1700-talet, belägen intill byn Holkham i norra Norfolk, England. Huset byggdes i palladisk stil för Thomas Coke, 1:e earl av Leicester (1697–1759) av arkitekten William Kent, assisterad av arkitekten and aristokraten lord Burlington.
Den palladiska stilen beundrades av whigs som Thomas Coke, som ville identifiera sig själva med antikens romare. Kent var ansvarig för Holkhams exteriör; han byggde utformningen på Palladios aldrig uppförda Villa Mocenigo, men med modifikationer.
Huset ser ut som ett stort romerskt palats. Även med palladiska mått mätt är det ovanligt sparsamt ornamenterat. Detta är det byggherren själv som ligger bakom. Han var angelägen om att huset skulle vara bekvämt att bo i.

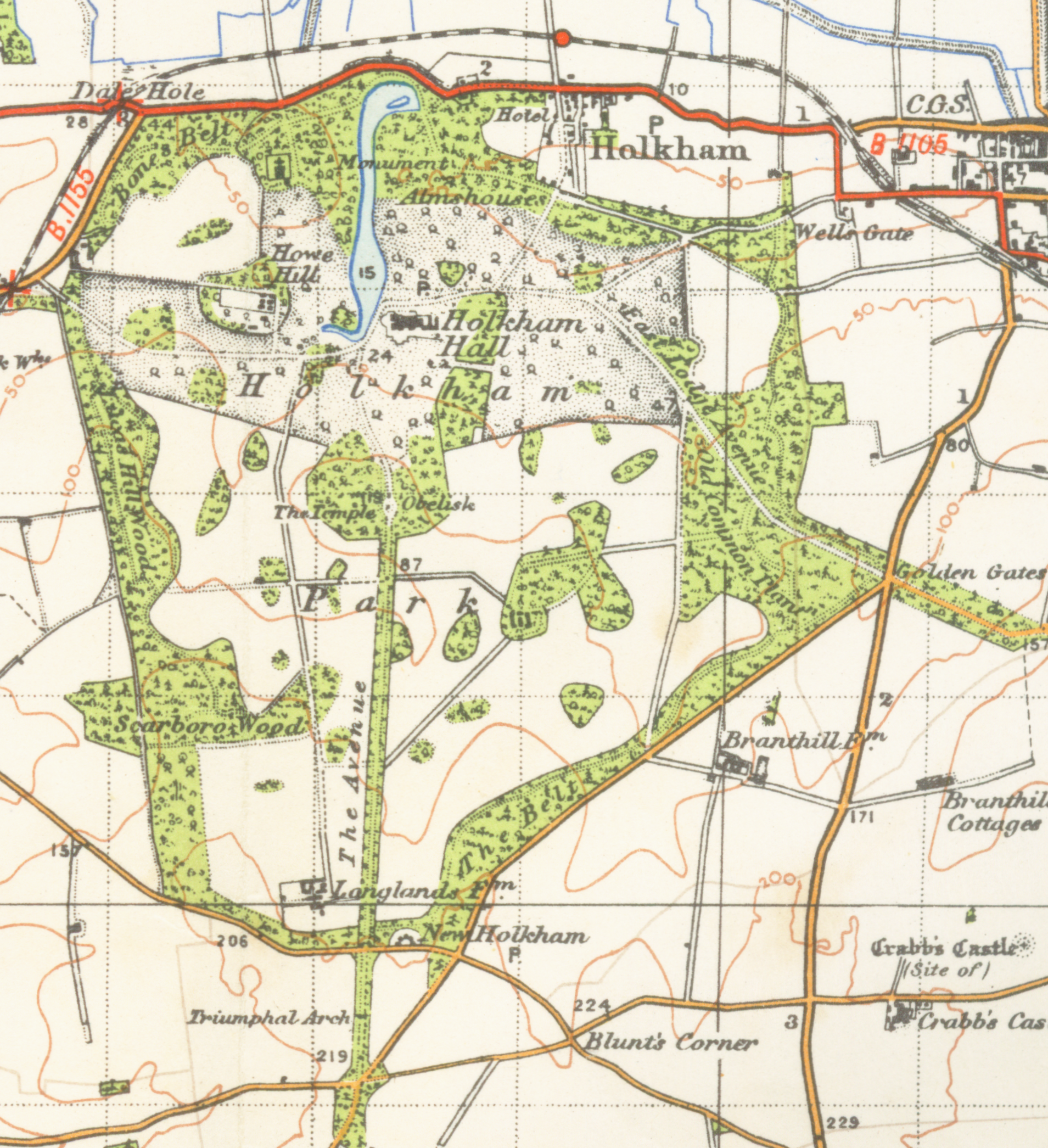
Karta över egendomen från 1946.

Den främsta, eller södra fasaden påminner delvis om vad Inigo Jones utförde på Wilton House nära ett sekel tidigare. Flyglarna däremot påminner om den engelska barock som präglar det ett decennium tidigare uppförda Seaton Delaval Hall, ritat av sir John Vanbrugh. Inomhus uppnår den palladiska formen en storhet som knappast ses någon annanstans i England. Huset är fyllt med konst, där stora namn som Peter Paul Rubens, Gavin Hamilton och Claude Lorrain finns representerade.
Parken började anläggas av William Kent redan 1729, långt före bygget av själva huset. Som medarbetare hade han sin lärjunge Lancelot Brown. Det är en enorm anläggning, som även "Coke av Norfolk" bidrog till fram till sin död 1842.Efter sin död blev denne Cokes minne upprätthållet genom ett monument, som restes 1845–48.

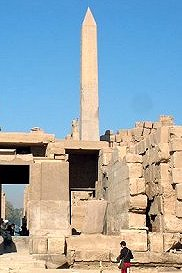
Monumentet i parken vid Holkham Hall (1999).